# بيت لحم (بنسلفانيا)
بيت لحم (بالإنجليزية: Bethlehem, Pennsylvania)‏ هي مدينة تقع في مقاطعة ليهاي (بنسلفانيا) بولاية بنسلفانيا في الولايات المتحدة. تبلغ مساحة هذه المدينة 50.3 (كم²)، وترتفع عن سطح البحر 109.728 م، بلغ عدد سكانها 74982 نسمة في عام 2010 حسب إحصاء مكتب تعداد الولايات المتحدة.

## التركيبة السكانية
حدّد مكتب تعداد الولايات المتحدة بيانات التركيبة السكانية لبيت لحم في تعداد الولايات المتحدة. في ما يلي، التركيبة السكانية حسب تعدادي 2000 و2010.

### تعداد عام 2000
بلغ عدد سكان بيت لحم 71,329 نسمة بحسب تعداد عام 2000، وبلغ عدد الأسر 28,116 أسرة وعدد العائلات 17,090 عائلة مقيمة في المدينة. في حين سجلت الكثافة السكانية 1,415.3 نسمة لكل كيلومتر مربع (3,665.6/ميل2). وبلغ عدد الوحدات السكنية 29,631 وحدة بمتوسط كثافة قدره 587.9 لكل كيلومتر مربع (1,522.7/ميل2).
وتوزع التركيب العرقي للمدينة بنسبة 81.85% من البيض و3.64% من الأمريكيين الأفارقة و0.26% من الأمريكيين الأصليين و2.22% من الأمريكيين ذوي الأصول الآسيوية و0.03% من سكان جزر المحيط الهادئ و9.44% من الأعراق الأخرى و2.56% من عرقين مختلطين أو أكثر و18.23% من الهسبانيون أو اللاتينيون من أي عرق.
بلغ عدد الأسر 28,116 أسرة كانت نسبة 28.7% منها لديها أطفال تحت سن الثامنة عشر تعيش معهم، وبلغت نسبة الأزواج القاطنين مع بعضهم البعض 44.1% من أصل المجموع الكلي للأسر، ونسبة 12.8% من الأسر كان لديها معيلات من الإناث دون وجود شريك، بينما كانت نسبة 3.9% من الأسر لديها معيلون من الذكور دون وجود شريكة وكانت نسبة 39.2% من غير العائلات. تألفت نسبة 32.3% من أصل جميع الأسر من عدة أفراد يعيشون في نفس المنزل ونسبة 14.4% كانت تتألف من شخص يعيش بمفرده يبلغ من العمر 65 عاماً أو أكثر. وبلغ متوسط حجم الأسرة المعيشية 2.34، أما متوسط حجم العائلات فبلغ 2.95.
بلغ العمر الوسطي للسكان 36.2 عاماً. وكانت نسبة 20.9% من القاطنين تحت سن الثامنة عشر، وكانت نسبة 8.9% بين الثامنة عشر والرابعة والعشرين عاماً، ونسبة 26.1% كانت واقعةً في الفئة العمرية ما بين الخامسة والعشرين والرابعة والأربعين عاماً، ونسبة 19.8% كانت ما بين الخامسة والأربعين والرابعة والستين، ونسبة 16.4% كانت ضمن فئة الخامسة والستين عاماً فما فوق. يوجد لكل 100 أنثى 89.6 ذكر، ويوجد لكل 100 أنثى في الثامنة عشر من عمرها فما فوق 86.0 ذكر.
بلغ متوسط دخل الأسرة في المدينة 35,815 دولارًا، أما متوسط دخل العائلة فبلغ 45,354 دولارًا. وكان متوسط دخل الذكور 35,190 دولارًا مقابل 25,817 دولارًا للإناث. وسجل دخل الفرد الخاص بالمدينة 18,987 دولارًا. وكانت نسبة 11.1% من العائلات ونسبة 15% من السكان تحت خط الفقر، وكان من هؤلاء نسبة 21.2% تحت سن الثامنة عشر ونسبة 8.8% في الخامسة والستين من العمر وما فوق.

### تعداد عام 2010
بلغ عدد سكان بيت لحم 74,982 نسمة بحسب تعداد عام 2010، وبلغ عدد الأسر 29,365 أسرة وعدد العائلات 17,102 عائلة مقيمة في المدينة. في حين سجلت الكثافة السكانية 1,487.7 نسمة لكل كيلومتر مربع (3,853.1/ميل2). وبلغ عدد الوحدات السكنية 31,221 وحدة بمتوسط كثافة قدره 619.5 لكل كيلومتر مربع (1,604.5/ميل2).
وتوزع التركيب العرقي للمدينة بنسبة 76.43% من البيض و6.93% من الأمريكيين الأفارقة و0.35% من الأمريكيين الأصليين و2.86% من الأمريكيين ذوي الأصول الآسيوية و0.04% من سكان جزر المحيط الهادئ و9.98% من الأعراق الأخرى و3.41% من عرقين مختلطين أو أكثر و24.36% من الهسبانيون أو اللاتينيون من أي عرق.
بلغ عدد الأسر 29,365 أسرة كانت نسبة 27.8% منها لديها أطفال تحت سن الثامنة عشر تعيش معهم، وبلغت نسبة الأزواج القاطنين مع بعضهم البعض 38.3% من أصل المجموع الكلي للأسر، ونسبة 15.3% من الأسر كان لديها معيلات من الإناث دون وجود شريك، بينما كانت نسبة 4.6% من الأسر لديها معيلون من الذكور دون وجود شريكة وكانت نسبة 41.8% من غير العائلات. تألفت نسبة 33% من أصل جميع الأسر من عدة أفراد يعيشون في نفس المنزل ونسبة 13.4% كانت تتألف من شخص يعيش بمفرده يبلغ من العمر 65 عاماً أو أكثر. وبلغ متوسط حجم الأسرة المعيشية 2.34، أما متوسط حجم العائلات فبلغ 2.97.
بلغ العمر الوسطي للسكان 35.7 عاماً. وكانت نسبة 19.9% من القاطنين تحت سن الثامنة عشر، وكانت نسبة 15.6% بين الثامنة عشر والرابعة والعشرين عاماً، ونسبة 24.8% كانت واقعةً في الفئة العمرية ما بين الخامسة والعشرين والرابعة والأربعين عاماً، ونسبة 23.5% كانت ما بين الخامسة والأربعين والرابعة والستين، ونسبة 16.2% كانت ضمن فئة الخامسة والستين عاماً فما فوق. وتوزع التركيب الجنسي للسكان بنسبة 48.1% ذكور و51.9% إناث.

## توأمة
لبيت لحم (بنسلفانيا) اتفاقيات توأمة مع:
- شفايبيش غموند (1991 - )

## أعلام
- دونالد تي كامبل
- هيلدا دوليتل
- ويليام جونز
- فرديناند بي بير
- جوناثان تايلور توماس
- جيمس هول
- دانيال روباك
- إدوين دريك
- مايكل اندريتي
- دونالد جونسون

## وصلات خارجية
- bethlehem-pa.gov نسخة محفوظة 14 أكتوبر 2007 على موقع واي باك مشين.
- The US50 - Cities and Towns in Pennsylvania State

قالب:مقاطعة ليهاي (بنسلفانيا)